# Famelico
Famelico è un album studio del gruppo musicale italiano Sugarfree, pubblicato nel 2011 come terzo album.

## Tracce
1. Lei mi amò
2. Avrei
3. Famelico
4. Direi che è tutto
5. Immorale
6. Come lei
7. Tutto facile